# Zusammenschlusskontrolle
Die Zusammenschlusskontrolle (auch Fusionskontrolle) ist ein Instrument des staatlichen (teilweise auch des zwischenstaatlichen) Wettbewerbsrechts, das darauf gerichtet ist, substantielle Störungen des freien und ungehinderten Wettbewerbs durch übermäßige Konzentration unternehmerischer Macht zu unterbinden. Regelungen zur Zusammenschlusskontrolle bestehen in einer Vielzahl von Ländern dieser Welt – darunter alle großen Industrienationen sowie sämtliche Mitgliedstaaten der Europäischen Union mit Ausnahme von Luxemburg – und teilweise auch auf internationaler Ebene, etwa im Europäischen Recht.
Die Zusammenschlusskontrolle hat erhebliche praktische Bedeutung. Sie stellt bei nahezu jedem größeren Unternehmenskauf eine notwendige Durchgangsstation dar. Zudem ist sie insbesondere auf Märkten, die bereits spürbar konzentriert sind, wie etwa dem Lebensmitteleinzelhandel, der Energieversorgung oder dem Mineralölhandel, ein wichtiges Werkzeug zum Schutz und zur Erhaltung des verbliebenen Wettbewerbs.

## Grundlagen und Bedeutung der Zusammenschlusskontrolle

### Begriff und Wesen
Die Zusammenschlusskontrolle dient dazu, Beeinträchtigungen des Wettbewerbs durch das Zusammenwachsen bislang unabhängiger Unternehmen oder Unternehmensteile und eine damit unter Umständen verbundene „übermäßige“ Konzentration unternehmerischer Macht zu verhindern. Konzentrationsvorgänge werden hierzu vor ihrer Durchführung einem staatlichen Kontrollverfahren (der Zusammenschluss- oder Fusionskontrolle) unterworfen, in dem die Auswirkungen des Konzentrationsvorganges auf den Wettbewerb ermittelt und bewertet werden und bei Bedarf Abhilfemaßnahmen angeordnet werden können oder der Vorgang auch gänzlich untersagt wird.

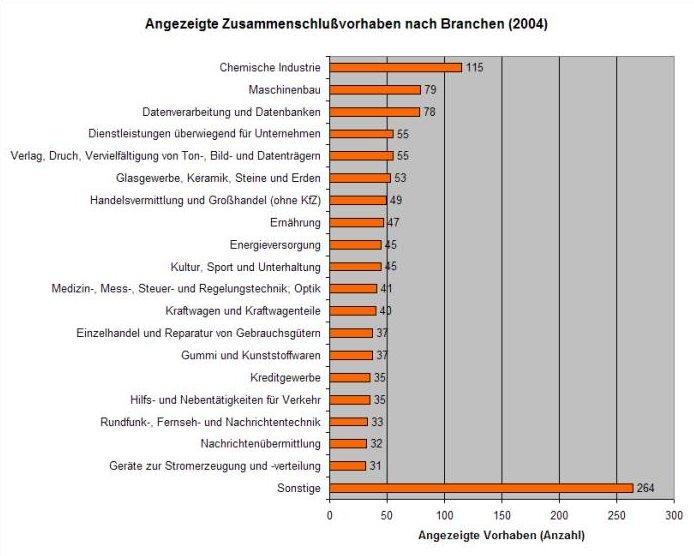
Anzahl angezeigter Zusammenschlussvorhaben beim Bundeskartellamt 2004, nach Branchen.

Das Zusammenwachsen von Unternehmen (was das deutsche Gesetz gegen Wettbewerbsbeschränkungen – GWB – als Zusammenschluss bezeichnet, für das aber auch der Begriff „Konzentration“ sowie in bestimmten Fällen „Fusion“ üblich ist) gehört zum Alltag modernen Wirtschaftslebens. Die Fallzahlen und ihre Verteilung auf einzelne Branchen in Deutschland zeigen, dass derartige Konzentrationen kein Spezifikum ausschließlich einiger weniger Sparten sind – auch wenn einzelne Branchen insoweit aktiver sein mögen als andere (siehe nebenstehende Abbildung).
Nicht weniger vielfältig sind ihre Erscheinungsformen. Am häufigsten anzutreffende Form – wenn nicht der Regelfall – ist der Unternehmenskauf, bei dem ein Unternehmen beispielsweise die Mehrheit der Geschäftsanteile und Stimmrechte an bzw. in einem anderen Unternehmen übernimmt (auch Share Deal genannt) oder von einem anderen Unternehmen Vermögensgegenstände erwirbt, die einen Betrieb oder Betriebsteil ausmachen (z. B. einen einzelnen Produktionsstandort, ein oder mehrere Einzelhandelsgeschäfte eines Filialisten o. ä., auch Asset Deal genannt). Auch die Gründung eines Gemeinschaftsunternehmens (Joint Venture) durch zwei oder mehr bisher selbständige Unternehmen gehört hierher. Darüber hinaus können Konzentrationen unternehmerischer Macht aber auch durch eine Vielzahl subtilerer, weniger transparenter Maßnahmen bewirkt werden, etwa dadurch, dass einem Unternehmen das Recht eingeräumt wird, die Mehrheit der Mitglieder der Leitungsorgane (Geschäftsführung, Vorstand, Aufsichtsrat o. ä.) eines anderen Unternehmens zu besetzen und dadurch mittelbar die Unternehmenspolitik des letzteren zu bestimmen.
Das Wettbewerbsrecht steht Zusammenschlüssen prinzipiell positiv gegenüber. Zusammenschlüsse können auf vielfältige Weise wettbewerbsfördernde Wirkungen haben, soweit sie beispielsweise gestatten, Produkte oder Leistungen aufgrund von Größenvorteilen preiswerter anzubieten, Ressourcen (Produktionskapazitäten, Know-how, Bezugsquellen o. ä.) effizienter zu nutzen oder kleine, für sich allein nicht mehr wettbewerbsfähige Unternehmenseinheiten wieder zu einem wirksamen Marktteilnehmer zu machen.
Die Zusammenschlusskontrolle greift vielmehr erst dann korrigierend ein, wenn durch die Konzentration ein gleichsam wettbewerbsloser Zustand – namentlich eine marktbeherrschende Stellung – erstmals entstünde oder ein bestehender Zustand dieser Art durch die weitere Konzentration zementiert würde. Ist das der Fall, gestattet die Zusammenschlusskontrolle der zuständigen Wettbewerbsbehörde einzuschreiten, indem sie den Zusammenschluss ganz oder teilweise untersagt oder seine Durchführung von der Erfüllung wettbewerbsfördernder Auflagen oder Bedingungen abhängig macht. Nachteilige Auswirkungen auf den Wettbewerb können Zusammenschlüsse vor allem auf folgende Weise haben:
- Schließen sich Wettbewerber zusammen (sog. horizontaler Zusammenschluss), verringern sich beispielsweise die Ausweichmöglichkeiten der Marktgegenseite (Lieferanten bzw. Abnehmer) und steigen dementsprechend die Möglichkeiten der zusammengeschlossenen Unternehmen, sich mit ihren Preis- und Konditionenvorstellungen sowohl gegenüber ihren Lieferanten als auch ihren Kunden durchzusetzen. Schließen sich etwa zwei Lebensmitteleinzelhandelsketten zusammen, so kann der Verbraucher sich den Preisen, die eine dieser Ketten fordert, nicht mehr dadurch entziehen, dass er stattdessen bei der anderen Kette einkauft. Horizontale Zusammenschlüsse machen unter den dem Bundeskartellamt angemeldeten Fällen den mit Abstand größten Teil aus (2008: 1.341 von 1.675 angemeldeten Vorhaben[2]).
- Schließen sich Unternehmen zusammen, die einander innerhalb derselben Wertschöpfungskette vor- oder nachgelagert sind, also etwa der Hersteller mit dem Großhändler oder der Großhändler mit dem Einzelhändler jeweils desselben Produktes, (sog. vertikaler Zusammenschluss) kann dies den Wettbewerbern dieser Unternehmen den Zugang zu Bezugsquellen oder Absatzmärkten erschweren. Beispielsweise haben in der Vergangenheit stromerzeugende Energiekonzerne in erheblichem Umfang Beteiligungen an Stadtwerken und sonstigen Stromweiterverteilern erworben, womit diese Weiterverteiler oft für konkurrierende Stromerzeuger nicht mehr als Stromkunden in Frage kamen.
- Schließen sich Unternehmen zusammen, die auf verschiedenen Märkten (verschiedene Produkte und/oder unterschiedliche geographische Absatzgebiete) tätig sind (sog. konglomerater Zusammenschluss), kann insbesondere die hinzugewonnene Finanzkraft der zusammengeschlossenen Unternehmen wettbewerbsschädliche Wirkungen haben, namentlich auf Wettbewerber abschreckend – und damit disziplinierend – wirken. Unternehmen, die in verschiedenen Produktmärkten oder Absatzgebieten tätig sind, haben bessere Chancen, die Risiken ihrer Geschäftstätigkeit zu streuen und intern auszugleichen.

### Wirtschaftliche Bedeutung

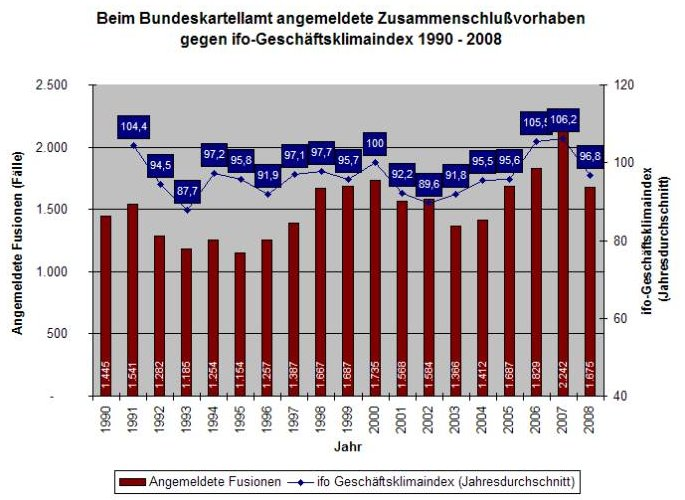
Anzahl beim Bundeskartellamt angemeldeter bzw. angezeigter Zusammenschlussvorhaben gegen ifo-Geschäftsklimaindex (Jahresdurchschnitt).

Welche Auswirkungen die Zusammenschlusskontrolle in der wirtschaftlichen Praxis tatsächlich hat, ist schwierig abzuschätzen. Die absoluten Fallzahlen – gemessen an den beim Bundeskartellamt in den vergangenen Jahren angemeldeten bzw. angezeigten Zusammenschlussvorhaben (Abbildung) – sind indes durchaus beachtlich. Vorbehaltlich einiger Schwankungen gingen beim Bundeskartellamt in den vergangenen Jahren rund 1.500 Anmeldungen pro Jahr ein, wobei die Fallzahlen bis 2007 eine leicht steigende Tendenz zeigten. Die Entwicklung der Fallzahlen weist zudem eine gewisse Korrelation mit der allgemeinen Konjunkturentwicklung bzw. dem Geschäftsklima auf.
Die große Zahl der Fälle bedeutet jedoch nicht, dass das Bundeskartellamt in dieser Größenordnung auch tatsächlich auf die Gestaltung der angemeldeten Vorhaben inhaltlich Einfluss genommen hätte. In 1.588 Entscheidungen, die das Bundeskartellamt im Jahr 2008 getroffen hat, hat das Amt lediglich in 8 Fällen von seinen gesetzlichen Gestaltungsbefugnissen Gebrauch gemacht, indem es Auflagen oder Bedingungen verfügt (4 Fälle) oder das Vorhaben untersagt hat (4 Fälle). In weiteren 56 angemeldeten Fällen, in denen das Bundeskartellamt letztlich keine Entscheidung getroffen hat, weil die anmeldenden Unternehmen ihre Anmeldung zurückgenommen haben, ist eine Einflussnahme des Kartellamtes immerhin nicht auszuschließen, auch wenn die Rücknahme einer Anmeldung eine Vielzahl anderer Gründe haben kann (z. B. Zusammenbruch der Finanzierung des Vorhabens, Strategieänderung der beteiligten Unternehmen usw.).

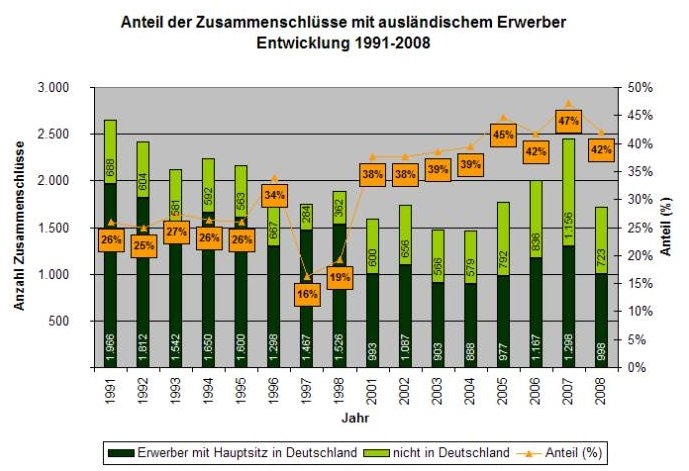
Ausländische Erwerber nach Anzahl und Anteil. Basis: angezeigte (nicht: angemeldete) Zusammenschlussvorhaben.

Die Entwicklung der angemeldeten Zusammenschlussvorhaben dokumentiert zudem die immer weiter fortschreitende Internationalisierung der Wirtschaft. Lag der Anteil der Erwerber mit Hauptsitz im Ausland bei allen dem Bundeskartellamt angezeigten Zusammenschlussvorhaben im Jahr 1991 noch bei rund einem Viertel, ist er bis 2007 auf knapp die Hälfte angestiegen (Abbildung). Unter den Nationen, in denen die ausländischen Erwerber ihren Sitz haben, nahmen im Jahr 2008 die USA mit rund 25 % mit Abstand den Spitzenplatz ein, gefolgt von den europäischen Nachbarstaaten Frankreich, Niederlande, Großbritannien und Österreich mit jeweils rund 10 %. Japan folgt mit weniger als 5 % auch Platz 8.

### Grundelemente und -begriffe des Rechts der Zusammenschlusskontrolle
Eine Vielzahl von Staaten dieser Welt – darunter alle großen Industrienationen sowie sämtliche Mitgliedstaaten der EU mit Ausnahme von Luxemburg – verfügen über ein eigenes Recht der Zusammenschlusskontrolle. Hinzu kommen Regelungen auf zwischenstaatlicher Ebene, etwa im europäischen Recht. Auch wenn sich diese Rechtsordnungen im Detail zum Teil erheblich voneinander unterscheiden, lassen sich gleichwohl einige Grundelemente und -prinzipien ausmachen, die einer Mehrheit der verschiedenen Systeme der Zusammenschlusskontrolle gemeinsam sind:

#### Aufgreifschwellen
Nahezu alle Rechtsordnungen machen die Frage, ob ein konkreter Konzentrationsvorgang der Zusammenschlusskontrolle unterliegt, davon abhängig ob er bestimmte – meist formale – Mindestanforderungen erfüllt, die in der Regel an die wirtschaftliche Bedeutung des Vorhabens oder der beteiligten Unternehmen anknüpfen (sog. Aufgreifschwellen). Die Aufgreifschwellen dienen dazu, ganz offensichtlich unkritischen Konzentrationsvorgängen die Bürokratie einer Zusammenschlusskontrolle von vornherein zu ersparen und nur diejenigen Vorhaben der Kontrolle zu unterwerfen, bei denen ein gewisses wettbewerbsbeschränkendes Potential zumindest nicht von vornherein ausgeschlossen werden kann. Üblich und verbreitet (insbesondere in den westeuropäischen Rechtsordnungen, z. B. Deutschland, Österreich, Niederlande, Frankreich, Belgien u. a.) ist, die Aufgreifschwellen an den Jahresumsatz der beteiligten Unternehmen zu knüpfen. Vorteil dieser Anknüpfung ist, dass die beteiligten Unternehmen relativ einfach und zuverlässig feststellen können, ob ihr Vorhaben kontrollpflichtig ist oder nicht. Nachteil ist hingegen, dass umsatzbezogene Aufgreifschwellen in der Regel nur eine sehr grobe Vorauswahl zulassen und dementsprechend verhältnismäßig wenig „Filterwirkung“ haben. Ebenso üblich, allerdings weniger verbreitet, ist eine Anknüpfung ausschließlich oder zumindest auch an den Marktanteil der beteiligten Unternehmen (z. B. Großbritannien, Spanien u. a.). Die bessere Filterwirkung dieser Anknüpfung wird allerdings erkauft durch die höhere Unsicherheit bei der Bestimmung der Marktanteile, die darauf beruht, dass hierzu u. U. sehr komplexe Marktbetrachtungen angestellt werden müssen. Daneben sind aber auch noch weitere Kriterien anzutreffen. Einige Jurisdiktionen beispielsweise (z. B. Vereinigte Staaten, Japan, Mexiko u. a.) stellen ergänzend oder auch stattdessen auf das Betriebsvermögen der beteiligten Unternehmen ab.
| Aufgreifschwelle                                        | EU     | Deutschland | Schweiz  | Niederlande | Italien | Frankreich | Belgien | Österreich |
| ------------------------------------------------------- | ------ | ----------- | -------- | ----------- | ------- | ---------- | ------- | ---------- |
| Anknüpfung weltweiter Umsatz:                           |        |             |          |             |         |            |         |            |
| gemeinsamer Umsatz aller beteiligten Unternehmen        | 5.000  | 500         | 1.323(4) | 113         |         | 150        |         | 300        |
| individueller Umsatz von mind. zwei Unternehmen jeweils |        |             |          |             |         |            |         | 5          |
| Anknüpfung Inlandsumsatz:                               |        |             |          |             |         |            |         |            |
| gemeinsamer Umsatz aller beteiligten Unternehmen        |        |             | 331(4)   |             | 461(3)  |            | 100     | 30         |
| individueller Umsatz von mind. zwei Unternehmen jeweils | 250(2) | 25/5(3)     | 66       | 30          |         | 50         | 40      |            |
| individueller Umsatz des zu erwerbenden Unternehmens    |        |             |          |             | 46(3)   |            |         |            |

Anmerkungen zur Tabelle

Allgemein gilt in der EU die Zuständigkeit der EU-Zusammenschlusskontrolle, sobald die entsprechenden Umsatzschwellen überschritten werden.
1. Ohne Berücksichtigung von Bagatellregelungen und Bereichsausnahmen (Presse, Finanzinstitute u. a.)
2. EU-weiter Umsatz EUR 250 Mio. von mindestens 2 beteiligten Unternehmen
3. Inlandsumsatz eines beteiligten Unternehmens mehr als 25 Mio. Euro, Inlandsumsatz eines weiteren beteiligten Unternehmens mehr als 5 Mio. Euro.
4. Alternative Voraussetzungen. Es genügt, wenn jeweils eine dieser Schwellen erreicht wird.

#### Vorlaufende Kontrolle und Vollzugsverbot
Zusammenschlusskontrolle ist in der Regel vorlaufende Kontrolle, d. h. Kontrolle, die stattfindet, bevor der Zusammenschluss tatsächlich durchgeführt wird. Dahinter steht die praktische Erwägung, dass eine nachlaufende Kontrolle im Falle einer wettbewerblich nicht hinnehmbaren Konzentration diese im Nachhinein wieder rückgängig zu machen (zu entflechten) hätte, was mit erheblichem Aufwand verbunden ist und in der Regel auch nicht vollständig gelingt. So lässt sich beispielsweise technisches Know-how, das ein beteiligtes Unternehmen dem anderen bereits offenbart hat, nicht einfach wieder zurückverschieben.
Damit die vorlaufende Kontrolle auch wirksam stattfinden kann, wird sie in der Regel durch ein gesetzliches Vollzugsverbot abgesichert. Das Vollzugsverbot untersagt den beteiligten Unternehmen, eine Konzentration, die die Aufgreifschwellen erreicht und deshalb kontrollpflichtig ist, ganz oder teilweise vorwegzunehmen, solange die Wettbewerbsbehörde die Konzentration nicht abgesegnet hat. Bis zur Freigabe des Vorhabens durch die Wettbewerbsbehörde dürfen mit anderen Worten weder Geschäftsanteile übertragen noch Betriebsanlagen übereignet oder Leitungsorgane des erworbenen Unternehmens mit Repräsentanten des Erwerbers besetzt noch sonstige Vollzugsmaßnahmen ergriffen werden. Maßnahmen, die unter Verstoß gegen das Vollzugsverbot ergriffen werden, sind in der Regel unwirksam. Meist kann die Wettbewerbsbehörde in diesem Fall zusätzlich ein Bußgeld verhängen.

#### Verfahren und Fristen
Die Zusammenschlusskontrolle ist grundsätzlich ein Antragsverfahren. Sie wird in Gang gesetzt durch einen schriftlichen Antrag (die sog. Zusammenschlussanmeldung) der beteiligten Unternehmen bei der zuständigen Wettbewerbsbehörde. Von Amts wegen untersucht die Wettbewerbsbehörde eine Konzentration allenfalls in Ausnahmefällen, etwa dann, wenn die Befürchtung besteht, ein Zusammenschluss sei unter Verstoß gegen das Vollzugsverbot durchgeführt worden.
Damit die vorlaufende Kontrolle bei Unternehmenskäufen und ähnlichen wirtschaftlichen Prozessen nicht zu einem – insbesondere in zeitlicher Hinsicht – für die Beteiligten nicht kalkulierbaren Risikofaktor wird, ist die Zusammenschlusskontrolle meist an relativ starre gesetzliche Fristen gebunden. Die Fristen werden üblicherweise mit dem Eingang einer vollständigen Anmeldung bei der Wettbewerbsbehörde in Gang gesetzt. Will die Wettbewerbsbehörde gegen das Vorhaben einschreiten, muss sie das innerhalb der Fristen tun. Üblicherweise sehen die gesetzlichen Fristenregelungen ein zweigeteiltes Verfahren vor. Es besteht aus einem Vorprüfverfahren, in dem die Wettbewerbsbehörde entscheiden kann, ob sie das Vorhaben sofort freigeben oder in eine Detailprüfung (die Hauptprüfung) eintreten will, und dem Hauptprüfverfahren (mehrere Monate), in dem die Behörde das Vorhaben im Detail untersuchen und gegebenenfalls untersagen kann. Trifft die Behörde innerhalb der Fristen keine Entscheidung, gilt das Vorhaben oft als freigegeben.
Gesetzliche Fristen für das Einreichen einer Anmeldung bei der Wettbewerbsbehörde dagegen sind unüblich und kommen nur in wenigen Ländern vor. So ist beispielsweise in Brasilien eine Anmeldung innerhalb von 15 Bankarbeitstagen nach der Errichtung des ersten verbindlichen Dokuments zwischen den beteiligten Unternehmen einzureichen. In der Regel ist das die Unterzeichnung eines Letter of Intent oder eines Memorandum of Understanding. Doch auch ohne gesetzliche Fristen besteht vor allem für die Beteiligten eines Unternehmenskaufs in der Regel ein faktischer Zeitdruck. Nicht selten hängt der Erfolg eines Unternehmenskaufs davon ab, dass das Geschäft zu einem bestimmten Zeitpunkt abgeschlossen und durchgeführt wird – etwa weil die Finanzierung des Vorhabens nur innerhalb eines bestimmten Zeitrahmens gesichert ist. Wegen des gesetzlichen Vollzugsverbots werden die beteiligten Unternehmen daher in der Praxis bemüht sein, das Vorhaben so zeitig bei der Wettbewerbsbehörde anzumelden, dass das Vorhaben zum geplanten Vollzugszeitpunkt freigegeben werden kann.

### Rechtsquellen

#### Deutschland
Im deutschen Recht sind die Regelungen über die Zusammenschlusskontrolle im Gesetz gegen Wettbewerbsbeschränkungen (GWB) zu finden, und zwar in dessen §§ 35 ff. Ergänzend gelten auch für die Zusammenschlusskontrolle die allgemeinen Bestimmungen des GWB insbesondere über die Behördenzuständigkeit, das Verwaltungsverfahren und den Rechtsschutz, zu finden in den §§ 48 ff. des Gesetzes.
Das Bundeskartellamt hat die gesetzlichen Bestimmungen über die Zusammenschlusskontrolle zudem durch Verwaltungsgrundsätze in Form von Merkblättern näher erläutert. In der Sache enthalten die Verwaltungsgrundsätze systematische Darstellungen der Verwaltungspraxis des Amtes, also Ausführungen dazu, wie das Amt die gesetzlichen Vorschriften über die Zusammenschlusskontrolle interpretiert und wie es sie auf verschiedene Fallgestaltungen bisher angewandt hat bzw. in Zukunft anwenden wird. Merkblätter existieren u. a. für den Ablauf eines Zusammenschlusskontrollverfahrens (einschließlich erläuterten Formularen für die Antragstellung), für die Behandlung nachträglich – d. h. unter Missachtung des Vollzugsverbots – angemeldeter Zusammenschlüsse oder die Beurteilung von Zusammenschlüssen mit Auslandsbezug. Die Merkblätter stehen in mehreren Sprachen auf der Website des Amtes zum Download zur Verfügung.
Die Verwaltungsgrundsätze des Bundeskartellamts sind rechtlich nicht verbindlich; insbesondere sind die Gerichte nicht an die Verwaltungsgrundsätze gebunden, wenn sie über einen Fall der Fusionskontrolle zu entscheiden haben. Sie sind daher keine Rechtsquellen im eigentlichen Sinn. Nichtsdestotrotz muss sich das Kartellamt unter Umständen im Einzelfall an den Verwaltungsgrundsätzen festhalten lassen (und zwar unter dem Gesichtspunkt sog. Selbstbindung), wenn in diesem Einzelfall keine vernünftigen Gründe für eine von den Grundsätzen abweichende Behandlung vorliegen. Zudem sind die Merkblätter eine wichtige Arbeitshilfe für die Praxis, weil sie es den Beteiligten eines Zusammenschlusses ermöglichen, sich frühzeitig auf die Erwartungen und die Entscheidungsmaßstäbe des Kartellamts einzustellen.

#### Europäische Union
Auf europäischer Ebene sind das Äquivalent zu den deutschen §§ 35 ff. GWB die Regelungen der Verordnung (EG) Nr. 139/2004 des Rates vom 20. Januar 2004 über die Kontrolle von Unternehmenszusammenschlüssen (EG-Fusionskontrollverordnung), einer EU-Verordnung auf der Grundlage insbesondere des europäischen Wettbewerbsrechts (Art. 101 ff. AEUV). Die Verordnung regelt die zentralen materiellen Gesichtspunkte der europäischen Zusammenschlusskontrolle (u. a. Aufgreifschwellen, Zusammenschlusstatbestände, Form und Fristen für Entscheidungen, Ermittlungsbefugnisse der Kommission und Regeln für die Verteilung von Fällen zwischen der Kommission und den Wettbewerbsbehörden der Mitgliedstaaten). Einzelheiten der Gestaltung des europäischen Fusionskontrollverfahrens (Verfahrensabläufe im Einzelnen, Umgang mit Fristen, Beteiligung Dritter, insb. Akteneinsicht und Anhörung usw.) regelt eine separate Rechtsverordnung, nämlich die Verordnung (EG) Nr. 802/2004 der Kommission vom 7. April 2004 zur Durchführung der Verordnung (EG) Nr. 139/2004 des Rates über die Kontrolle von Unternehmenszusammenschlüssen (Durchführungsverordnung). Letztere enthält auch die Formulare, die der Anmeldung eines Zusammenschlusses zugrunde zu legen sind (sog. Form CO für den Regelfall, sowie weitere Formulare für bestimmte Sonderfälle). Im Gegensatz zum deutschen Recht haben die Formulare daher im europäischen Recht Rechtsnormqualität.
In wesentlich größerem Umfang als das Bundeskartellamt hat die europäische Kommission zudem Verwaltungsgrundsätze in Form von Bekanntmachungen und Leitlinien veröffentlicht. Von besonderer Bedeutung sind die Konsolidierte Mitteilung der Kommission zu Zuständigkeitsfragen, die die Aufgreifschwellen und Zusammenschlusstatbestände des europäischen Rechts erläutert, sowie die diversen Mitteilungen zur wettbewerblichen Beurteilung von Zusammenschlüssen, namentlich die Mitteilungen über die Bewertung horizontaler Zusammenschlüsse, über die Bewertung nicht-horizontaler Zusammenschlüsse und über Wettbewerbsbeschränkungen, die für die Durchführung eines Zusammenschlusses notwendig sind. Eine vollständige, laufend aktualisierte Aufstellung sämtlicher Veröffentlichungen steht auf der Website der Generaldirektion Wettbewerb der Europäischen Kommission unter dem Stichwort Fusionen/Rechtsvorschriften zur Verfügung. Was die rechtliche Bedeutung dieser Veröffentlichungen angeht, so gilt hierfür dem Grunde nach nichts anderes als für die Merkblätter des Bundeskartellamts (dazu siehe bereits oben).
Am 23. März 2013 hat die Europäische Kommission Vorschläge zu einer Verfahrensvereinfachungen in Verbindung mit der EU-Fusionskontrollverordnung veröffentlicht. Dadurch soll der bürokratische Aufwand verringert werden und durch eine Straffung des Verfahrens den Bedürfnissen der Unternehmen Rechnung getragen werden. Zum Anwendungsbereich des vereinfachten Verfahrens im Rahmen der EU-Fusionskontrolle soll die Schwelle bei Zusammenschlüssen zwischen Unternehmen, die auf demselben Markt miteinander in Wettbewerb stehen, von 15 % der Marktanteile auf 20 % angehoben werden. Bei Zusammenschlüssen zwischen Unternehmen, die auf vor- oder nachgelagerten Märkten tätig sind (z. B. ein Hersteller von Kraftfahrzeugteilen und ein Kraftfahrzeughersteller), wird eine Anhebung dieser Schwelle von 25 % auf 30 % vorgeschlagen. Außerdem möchte die Kommission die Möglichkeit vorsehen, auch dann das vereinfachte Verfahren anzuwenden, wenn zwei auf demselben Markt tätige Unternehmen zwar gemeinsam über einen Marktanteil von mehr als 20 % verfügen, der Marktanteil durch den Zusammenschluss aber kaum steigt.

#### Österreich
In Österreich ist die Zusammenschlusskontrolle vor allem im Bundesgesetz gegen Kartelle und andere Wettbewerbsbeschränkungen (Kartellgesetz, KartG) geregelt. Äquivalent zu den bundesdeutschen §§ 35 ff. GWB sind vor allem die §§7 ff. KartG. Zudem hat auch die österreichische Bundeswettbewerbsbehörde Verwaltungsgrundsätze veröffentlicht, namentlich ein Formular für die Anmeldung von Zusammenschlüssen bekannt gemacht.

#### Schweiz
Rechtsgrundlage in der Schweiz ist das Bundesgesetz gegen Kartelle und andere Wettbewerbsbeschränkungen (Kartellgesetz). Aufgreifschwellen und materielle Beurteilungsmaßstäbe regeln Art. 9 ff. des Gesetzes; Einzelheiten zu diesen Bestimmungen sowie zum Gang des Fusionskontrollverfahren enthält die Verordnung über die Kontrolle von Unternehmenszusammenschlüssen (Fusionskontrollverordnung).

## Zusammenschlusskontrolle in Deutschland
Die Zusammenschlusskontrolle in Deutschland richtet sich nach §§ 35 ff. GWB, dabei ist zu beachten, dass ab den entsprechenden Umsatzschwellen, grundsätzlich die EU-Zusammenschlusskontrolle zur Anwendung kommt. Danach ist die Zusammenschlusskontrolle in Deutschland dem Grunde nach wie folgt geordnet:

### Notwendigkeit individueller Zusammenschlusskontrolle
Ein Zusammenschluss von Unternehmen muss dem Bundeskartellamt förmlich angemeldet werden, wenn
- die beteiligten Unternehmen insgesamt weltweit Umsatzerlöse von mehr als 500 Millionen Euro erzielt haben und außerdem
- mindestens eines der beteiligten Unternehmen innerhalb Deutschlands Umsatzerlöse von mehr als 50 Millionen Euro erzielt hat und ein anderes beteiligtes Unternehmen Umsatzerlöse von mindestens 17,5 Millionen Euro.

Diese zweite Inlandsumsatzschwelle von aktuell 17,5 Millionen Euro wurde am 17. März 2009 durch Art. 8 des Dritten Mittelstandsentlastungsgesetzes eingeführt und am 19. Januar 2021 durch Artikel 1 GWBDigiG von ehemals 5 Millionen Euro angehoben. Sie soll den Anwendungsbereich des deutschen Fusionskontrollrechtes insbesondere für mittelständische Unternehmen verkleinern.
Von der Anmeldepflicht sind solche Zusammenschlüsse ausgenommen, bei denen auf der einen Seite ein mittelständisches Unternehmen (im Sinne eines selbständigen Unternehmens, das weltweit nicht mehr als 10 Millionen Euro Umsatz erzielt) beteiligt ist, sowie Zusammenschlüsse, die einen Bagatellmarkt betreffen (d. h. einen Markt, der bereits seit mindestens fünf Jahren besteht, auf dem aber im Jahr nicht mehr als 15 Millionen Euro umgesetzt werden). Die Tatsache dagegen, dass eines oder mehrere der beteiligten Unternehmen ihren Sitz im Ausland haben, macht eine deutsche Fusionskontrolle nicht ohne weiteres überflüssig.
Solange ein Zusammenschluss vom Bundeskartellamt nicht freigegeben worden ist, dürfen die beteiligten Unternehmen den Zusammenschluss nicht vollziehen. Es dürfen, mit anderen Worten, grundsätzlich weder Geschäftsanteile erworben noch Betriebsgrundstücke, Mobiliar, Patente oder sonstige Vermögenswerte übertragen werden. Vollziehen die Unternehmen den Zusammenschluss dennoch, so sind die Vereinbarungen, die den Zusammenschluss ausmachen, unwirksam. Außerdem kann das Bundeskartellamt empfindliche Bußgelder verhängen und die Trennung des Zusammenschlusses anordnen.

### Materieller Prüfungsmaßstab und Prüfungsverfahren
Das Bundeskartellamt untersagt einen Zusammenschluss, wenn durch den Zusammenschluss auf einem der Märkte, die der Zusammenschluss betrifft, eine marktbeherrschende Stellung begründet oder verstärkt wird. Trotz marktbeherrschender Stellung wird ein Zusammenschluss ausnahmsweise dann nicht untersagt, wenn der Zusammenschluss auch zu Verbesserungen der Marktstrukturen führt (z. B. dadurch, dass ein insolvenzbedrohter Wettbewerber am Leben erhalten oder ein neuer Markt erschlossen wird) und diese Verbesserungen so bedeutend sind, dass sie die Nachteile, die mit der marktbeherrschenden Stellung verbunden sind, aufwiegen. Zur Feststellung der Untersagungsvoraussetzungen ist das Bundeskartellamt mit umfangreichen Ermittlungsbefugnissen ausgestattet.
In den kontrollpflichtigen Fällen hat das Bundeskartellamt grundsätzlich einen Prüfungszeitraum von 4 Monaten nach Eingang der vollständigen Anmeldung; d. h., es kann innerhalb dieser Frist den Zusammenschluss untersagen. Dazu muss es aber den anmeldenden
Unternehmen innerhalb eines Monats nach Eingang der Anmeldung mitteilen (sog. "Monatsbrief"), dass es in die Prüfung des Zusammenschlusses (Hauptprüfverfahren) eingetreten ist. Das Hauptprüfverfahren soll eingeleitet werden, wenn eine weitere Prüfung des Zusammenschlusses erforderlich ist (§ 40 Abs. 1 S. 2 GWB). Im Hauptprüfverfahren entscheidet das Bundeskartellamt durch förmliche Verfügung, ob der Zusammenschluss untersagt oder freigegeben wird. Auch die Freigabeentscheidung
ist zu begründen; sie kann mit Bedingungen sowie Auflagen verbunden werden (§40 Abs. 3 GWB). Diese dürfen sich nicht darauf richten, die beteiligten Unternehmen einer laufenden Verhaltenskontrolle zu unterstellen. Entscheidungen im Hauptprüfverfahren
werden bekannt gemacht (§ 43 (2) Nr. 1 GWB).
Ist das Zusammenschlussvorhaben sachlich unproblematisch, so wird es in der Regel innerhalb von deutlich weniger als vier Wochen vom Bundeskartellamt freigegeben.

### Ministererlaubnis
Nach § 42 GWB ist es dem Bundesminister für Wirtschaft erlaubt, einen Zusammenschluss, welcher durch das Bundeskartellamt untersagt wurde, zu genehmigen. Diese Genehmigung soll erteilt werden, wenn ein überragendes Interesse der Allgemeinheit besteht. Diese Bedingung kann an Auflagen geknüpft sein. Eine Stellungnahme der Monopolkommission ist erforderlich.

## Europäische Zusammenschlusskontrolle
Auf EU-Ebene ist die Zusammenschlusskontrolle durch die so genannte Fusionskontrollverordnung Verordnung (EG) Nr. 139/2004 geregelt. Der Zusammenschlusskontrolle durch die Europäische Kommission (Kommissar für Wettbewerb) (vorher: Kommission der Europäischen Gemeinschaften) unterliegen Zusammenschlüsse dann, wenn gemäß Art. 1 Abs. 2 Verordnung (EG) Nr. 139/2004
- die beteiligten Unternehmen weltweit einen Umsatz von zusammen mehr als 5 Mrd. Euro,
- mindestens zwei beteiligte Unternehmen einen gemeinschaftsweiten Umsatz von mehr als 250 Mio. Euro erzielt haben und
- die beteiligten Unternehmen nicht jeweils mehr als zwei Drittel ihres gemeinschaftsweiten Umsatzes in ein und demselben Mitgliedstaat erzielen.

Werden diese Umsatzschwellen nicht erreicht, so findet die europäische Zusammenschlusskontrolle dennoch gemäß Art. 1 Abs. 3 Verordnung (EG) Nr. 139/2004 statt, wenn
- der weltweite Gesamtumsatz der beteiligten Unternehmen mehr als 2,5 Mrd. Euro beträgt,
- der Gesamtumsatz aller beteiligten Unternehmen in mindestens drei Mitgliedstaaten jeweils 100 Mio. Euro übersteigt,
- in jedem von mindestens drei dieser Mitgliedstaaten der Gesamtumsatz von mindestens zwei Beteiligten jeweils mehr als 25 Mio. Euro beträgt,
- der gemeinschaftsweite Gesamtumsatz von mindestens zwei Beteiligten jeweils 100 Mio. Euro übersteigt und
- die beteiligten Unternehmen nicht jeweils mehr als zwei Drittel ihres gemeinschaftsweiten Umsatzes in ein und demselben Mitgliedstaat erzielen.

Wie für die deutsche Fusionskontrolle, so gilt auch für die EU-Kontrolle, dass der Zusammenschluss nicht vollzogen werden darf, solange er von der Kommission nicht freigegeben worden ist. Die Freigabe wird auch nach europäischem Recht nicht erteilt, wenn durch den Zusammenschluss wirksamer Wettbewerb im Gemeinsamen Markt verhindert wird, insbesondere durch Begründung und Verstärkung einer marktbeherrschenden Stellung.

Die Kommission wendet hierbei gemäß Art. 2 Verordnung (EG) Nr. 139/2004 regelmäßig den sog. SIEC-Test (Significant Impediment to Effective Competition) an. Hierbei wird der Zusammenschluss hinsichtlich Marktanteilen, Finanzkraft, Marktzutrittsschranken, Nachfrage- und Angebotsentwicklung und weiterer Kriterien (Art. 2 Abs. 1 lit. b) sowie Auswirkungen auf potentiellen und tatsächlichen Wettbewerb (Art. 2 Abs. 1 lit a) überprüft.
Im weiteren Prüfungsverfahren ermittelt die Kommission je nach Art des Zusammenschlusses (horizontal, vertikal oder konglomerat) die Möglichkeit und Wahrscheinlichkeit von nicht-koordinierten (Einzelmarktbeherrschung) und koordinierten (gemeinsame Marktbeherrschung) Effekten. Indizien können sein: Abschottung, Marktzutrittsschranken, Schwächung von Wettbewerb und Anreizen, (Preis-)Transparenz, Abschreckungsmechanismen, kein hinreichender Wettbewerb zwischen übrigen Wettbewerbern, begrenzter Kundenwechsel, Beseitigung einer wichtigen Wettbewerbskraft, uvm.

Sollten koordinierte bzw. nicht-koordinierte Effekte auftreten, die zur Annahme führen, dass der effektive Wettbewerb beeinträchtigt wird, können die Unternehmen sog. Abhilfemaßnahmen (remedies) anbieten (zum Beispiel: Verkauf einer Unternehmenssparte an Mitbewerber, damit in diesem Segment keine Marktbeherrschung erzeugt wird). Außerdem steht der Kommission gemäß Art. 8 Verordnung (EG) Nr. 139/2004 die Möglichkeit zu, die Entscheidung mit Bedingungen und Auflagen (beispielsweise Zusagen) zu verbinden.
Sollte die Kommission eine Freigabe des Zusammenschlusses erteilen, ist das Verfahren beendet und der Zusammenschluss darf gemäß Art. 7, 8 Verordnung (EG) Nr. 139/2004 vollzogen werden. Hat die Kommission jedoch innerhalb der Frist von 25 Tagen (Art. 10 Abs. 1 Verordnung (EG) Nr. 139/2004) bei der Entscheidung "erhebliche Bedenken", so wird eine zweite Phase eingeläutet. Eine solche ist jedoch bei sehr hohen Marktanteilen eher unwahrscheinlich.
Für einen Zusammenschluss, der der EU-Fusionskontrolle unterliegt, findet eine mitgliedstaatliche Fusionskontrolle grundsätzlich nicht mehr statt (sog. One-Stop-Shop).
Doch es besteht laut Art. 9 Verordnung (EG) Nr. 139/2004 ein Mitteilungsrecht der Mitgliedstaaten, die Kommission zu unterrichten, wenn in diesem Land die Entstehung oder Verstärkung einer beherrschenden Stellung durch einen Zusammenschluss droht ("deutsche Klausel"). Die Kommission entscheidet darauf hin, ob der Fall auf nationaler oder EU-Ebene weiterbehandelt werden soll. Entscheidet sie sich für eine Übertragung der Prüfung auf das nationale Recht des Mitgliedsstaates, dann erfolgt der weitere Verlauf des Kontrollverfahrens ausschließlich nach den nationalen Regelbestimmungen und nicht nach den EU-Bestimmungen.

Haben die Mitgliedstaaten ein berechtigtes Interesse (zum Beispiel öffentliche Sicherheit, Medienvielfalt, Aufsichtsregeln, Übernahme eines französischen Trinkwasserversorgers durch einen englischen) gemäß Art. 21 Abs. 3, 4 Verordnung (EG) Nr. 139/2004, kann ebenso nationales Wettbewerbsrecht vorrangig sein.
Für eine Überprüfung eines Zusammenschlusses nach der europäischen Fusionskontrollverordnung bietet sich folgendes Schema an, welches auch von der Europäischen Kommission in ihren Entscheidungen angewandt wird:
1. Zusammenschlusstatbestand nach Art. 3 Verordnung (EG) Nr. 139/2004
2. gemeinschaftsweite Bedeutung nach Art. 1 Abs. 2 (, 3) Verordnung (EG) Nr. 139/2004
3. wettbewerbliche Beurteilung nach Art. 2 Verordnung (EG) Nr. 139/2004
4. Ergebnis
5. weiteres Verfahren

## Zusammenschlusskontrolle in weiteren Staaten
In den USA wird die Zusammenschlusskontrolle von der Federal Trade Commission wahrgenommen.
In Russland ist die Federal Antimonopoly Service of the Russian Federation (FAS) zuständig.
In der Schweiz wird sie von der Wettbewerbskommission durchgeführt.

### Wettbewerbsbehörden
- Generaldirektion Wettbewerb der EU-Kommission
- Bundeskartellamt (Deutschland)
- Österreichische Bundeswettbewerbsbehörde
- Wettbewerbskommission der Schweizerischen Eidgenossenschaft

### Rechtsquellen
Deutschland
- Gesetz gegen Wettbewerbsbeschränkungen
- Merkblätter und Formulare des Bundeskartellamtes zur Fusionskontrolle
- Merkblatt zur deutschen Fusionskontrolle (PDF; 46 kB; aufgehobene Fassung von 2005, neue Fassung in Arbeit)

Europäische Union
- Verordnung (EG) Nr. 139/2004 (PDF), EG-Fusionskontrollverordnung
- Verordnung (EG) Nr. 802/2004 (PDF), Durchführungsverordnung
- Rechtsvorschriften für die europäische Zusammenschlusskontrolle, einschl. Bekanntmachungen und Leitlinien, Übersicht der Generaldirektion Wettbewerb bei der Europäischen Kommission, engl.
- EU Competition Law: Rules Applicable to Merger Control (PDF; 4,5 MB; 356 Seiten, englisch)

Österreich
- Österreichisches Kartellgesetz

Schweiz
- Schweizer Kartellgesetz
- Verordnung über die Kontrolle von Unternehmenszusammenschlüssen